# Laura Bouillot
Pour les articles homonymes, voir Bouillot.
Laura Bouillot, née le 21 juillet 1992 à Moulins dans l'Allier, est une footballeuse française ayant évolué au poste d'attaquante. 
Joueuse du Dijon FCO durant six saisons, de 2014 à 2020, elle est à ce jour la meilleure buteuse du club dijonnais.

## Biographie

### En club

#### Yzeure
Native de Moulins, Laura Bouillot commence le football à l'âge de 6 ans, en s'inscrivant au club du Ballon Bessonnais dans lequel son père était entraîneur. Elle se révèle chez les féminines du club d'Yzeure, où elle joue des matches en Division 3 avec l'équipe B au cours de la saison 2007-2008, inscrivant 6 buts durant celle-ci. Malgré son jeune âge, elle est par la suite amenée à jouer des bouts de match avec l'équipe A au fil des années. C'est lors de la saison 2012-2013 qu'elle explose véritablement, en terminant parmi les meilleures buteuses de Division 1 avec 18 buts au compteur (plus de la moitié des buts de son équipe), devançant certaines attaquantes phares du championnat telles que Laëtitia Tonazzi ou Marie-Laure Delie à seulement 20 ans. Elle marque notamment un quadruplé contre le FC Vendenheim à la 3e journée. Cette saison faste lui permet d'être distinguée comme étant la "Révélation de la saison" de D1 par les Trophées Foot d'Elles.

#### AS Saint-Étienne
Au début de la saison 2013-2014, Laura quitte Yzeure après huit ans au club, à la suite de désaccords avec le président Paul Sirot. Elle s'engage en faveur de l'AS Saint-Étienne, club réputé de Division 1. Cependant, son passage dans la Loire ne se passe pas très bien puisqu'elle n'est titulaire qu'à deux reprises pour un seul but inscrit, après avoir été bloquée plusieurs semaines par des problèmes administratifs. Elle expliquera également que l'environnement ne lui convenait pas. Elle quitte donc le club au bout de quelques mois et à l'hiver 2013, rejoint le Dijon Football Côte-d'Or où elle connaissait déjà une partie du groupe.

#### Dijon FCO
Au DFCO, elle devient rapidement un élément incontournable de l'équipe. Elle totalise 10 buts pour sa première demi-saison, aidant le club à se maintenir en Division 2. Durant la saison 2014-2015, elle inscrit 10 buts, et le DFCO termine 5e de sa poule. La saison 2015-2016 est la plus prolifique de Laura sous le maillot dijonnais. Elle réalise notamment trois triplés (deux contre Monteux et le dernier face à Aurillac-Arpajon). Elle termine la saison avec 23 buts au compteur en championnat, et une deuxième position au classement des buteuses de Division 2. Elle inscrit 14 buts lors de la saison 2016-2017 qui voit le DFCO échouer à un point de la montée.
À l'issue de la saison 2019-2020, tronquée par la crise du Covid-19, la meilleure buteuse de l'histoire du DFCO arrête sa carrière.

### En sélection
Laura Bouillot fait partie des cinq joueuses réservistes de l'équipe de France pour l'Euro 2013. Elle effectue ainsi une semaine de préparation avec le groupe.
Le 5 février 2014, elle honore une sélection en équipe de France B lors d'un match amical contre la Belgique. En octobre 2016, elle est de nouveau convoquée en équipe de France B pour un stage de présélection.

## Statistiques
| Saison                | Club                   | Championnat           | Championnat | Championnat | Coupe(s) nationale(s) | Coupe(s) nationale(s) | Total | Total |
| Saison                | Club                   | Division              | M.          | B.          | M.                    | B.                    | M.    | B.    |
| 2007-2008             | FCF Nord-Allier Yzeure | Division 2            | 1           | 0           | 0                     | 0                     | 1     | 0     |
| 2008-2009             | FCF Nord-Allier Yzeure | Division 1            | 5           | 0           | 0                     | 0                     | 5     | 0     |
| 2009-2010             | FCF Nord-Allier Yzeure | Division 1            | 9           | 1           | 0                     | 0                     | 9     | 1     |
| 2010-2011             | FF Yzeure              | Division 1            | 20          | 2           | 2                     | 0                     | 22    | 2     |
| 2011-2012             | FF Yzeure              | Division 1            | 14          | 1           | 1                     | 0                     | 15    | 1     |
| 2012-2013             | FF Yzeure              | Division 1            | 22          | 18          | 4                     | 3                     | 26    | 21    |
| Sous-total            | Sous-total             | Sous-total            | 81          | 23          | 7                     | 3                     | 88    | 26    |
| 2013-2014             | AS Saint-Étienne       | Division 1            | 6           | 1           |                       |                       | 6     | 1     |
| Sous-total            | Sous-total             | Sous-total            | 6           | 1           |                       |                       | 6     | 1     |
| 2013-2014             | Dijon FCO              | Division 2            | 11          | 10          |                       |                       | 11    | 10    |
| 2014-2015             | Dijon FCO              | Division 2            | 20          | 10          | 2                     | 0                     | 22    | 10    |
| 2015-2016             | Dijon FCO              | Division 2            | 21          | 23          | 5                     | 7                     | 26    | 30    |
| 2016-2017             | Dijon FCO              | Division 2            | 22          | 14          |                       |                       | 22    | 14    |
| 2017-2018             | Dijon FCO              | Division 2            | 19          | 17          | 2                     | 2                     | 21    | 19    |
| 2018-2019             | Dijon FCO              | Division 1            | 22          | 3           | 3                     | 1                     | 25    | 4     |
| 2019-2020             | Dijon FCO              | Division 1            | 12          | 0           | 3                     | 0                     | 15    | 0     |
| Sous-total            | Sous-total             | Sous-total            | 126         | 77          | 15                    | 10                    | 141   | 87    |
| Total sur la carrière | Total sur la carrière  | Total sur la carrière | 213         | 101         | 22                    | 13                    | 235   | 114   |